# Кетчам (Оклахома)
Кетчам (англ. Ketchum) — місто (англ. town) в США, в окрузі Крейг штату Оклахома. Населення — 471 особа (2020).

## Географія
Кетчам розташований за координатами 36°31′25″ пн. ш. 95°1′55″ зх. д. / 36.52361° пн. ш. 95.03194° зх. д. (36.523669, -95.031931).  За даними Бюро перепису населення США в 2010 році місто мало площу 3,32 км², з яких 3,31 км² — суходіл та 0,01 км² — водойми.

## Демографія
Згідно з переписом 2010 року, у місті мешкали 442 особи в 189 домогосподарствах у складі 124 родин. Густота населення становила 133 особи/км².  Було 299 помешкань (90/км²).
Расовий склад населення:
| - 76,9 % — білих - 12,0 % — корінних американців - 0,2 % — азіатів |

До двох чи більше рас належало 10,4 %. Частка іспаномовних становила 0,9 % від усіх жителів.
За віковим діапазоном населення розподілялося таким чином: 24,7 % — особи молодші 18 років, 60,8 % — особи у віці 18—64 років, 14,5 % — особи у віці 65 років та старші. Медіана віку мешканця становила 42,6 року. На 100 осіб жіночої статі у місті припадало 97,3 чоловіків;  на 100 жінок у віці від 18 років та старших — 95,9 чоловіків також старших 18 років.
Середній дохід на одне домашнє господарство  становив 47 001 долар США (медіана — 33 214), а середній дохід на одну сім'ю — 53 689 доларів (медіана — 41 875). За межею бідності перебувало 21,5 % осіб, у тому числі 29,4 % дітей у віці до 18 років та 10,1 % осіб у віці 65 років та старших.
Цивільне працевлаштоване населення становило 166 осіб. Основні галузі зайнятості: освіта, охорона здоров'я та соціальна допомога — 20,5 %, будівництво — 16,3 %, роздрібна торгівля — 10,8 %, мистецтво, розваги та відпочинок — 9,6 %.